# Liste der Bodendenkmäler in Warstein
- Karte mit allen verlinkten Seiten:
- OSM |
- WikiMap

Die Liste der Bodendenkmäler in Warstein enthält die Bodendenkmäler der Stadt Warstein im Kreis Soest, Nordrhein-Westfalen.
| Nummer   | Bezeichnung                                                       | Lage                                                                                                | Eingetragen seit | Beschreibung | Bild |
| -------- | ----------------------------------------------------------------- | --------------------------------------------------------------------------------------------------- | ---------------- | --- | ---- |
| B I 01   | Mesolithische (mittelsteinzeitliche) Fundstelle                   | Allagen Nördlich von Allagen an der Merpke                                                          | 29.11.1989       | |      |
| B I 02   | Mergelgrube                                                       | Allagen nördlich von Westendorf Standort                                                            | 30.04.1996       | Im Steinbruch am Kalkofen wurde bis 1968 Mergelkalk abgebaut und in einem Kalkofen direkt vor Ort zu Mörtel gebrannt, der Kalkofen blieb nach Stilllegung des Betriebs erhalten. 1991 führte das Westfälische Museum für Naturkunde eine wissenschaftliche Grabung durch. Daraufhin wurde der Steinbruch, sowie der anschließende, nicht abgebaute Kalk bis in eine Entfernung von ca. 100 Meter als paläontologisches Bodendenkmal ausgewiesen. |      |
| B I 03   | Hohlwege am Kellerweg                                             | Allagen Entlang des Kellerwegs, Nähe Campingplatz Wiggeshoff Standort                               | 07.08.2004       | Zwischen dem Campingplatz und dem Rennweg zieht sich eine Spur zahlreicher parallel laufender Hohlwege durch den Arnsberger Wald. Sie sind Zeugen der frühen Montanindustrie im Sauerland. Hier wurde bereits im Mittelalter Eisenerz abgebaut, auf Lasttieren und Karren verladen und zum nächsten Handelsweg gebracht. War einer der unbefestigten Wege nicht mehr benutzbar, wurde ein neuer angelegt. |      |
| B I 04   | Abschnittswall Borghagen                                          | Allagen Außenbereich (Wald zwischen Höhenweg und Campingplatz Wannetal) Standort                    | 23.08.2005       | Abschnittswall der Wüstung Borghagen |      |
| B III 01 | Wüstung                                                           | Hirschberg Odacker / Odackerweg, Nähe Kapelle Odacker Standort                                      | 29.11.1989       | Der Ort Odacker wird erstmals 1200 in einer Grenzbeschreibung der Kölner Erzbischöfe erwähnt. Er markierte die Grenze zwischen der Grafschaft Arnsberg im Westen und dem Territorium der Erzbischöfe von Köln im Osten. Nach der Gründung der Stadt Hirschberg in der Mitte des 14. Jahrhunderts wurde das Dorf Odacker im späten Mittelalter aufgegeben und verlassen. 1368 verkaufte der letzte Arnsberger Graf seine Grafschaft an die Erzbischöfe von Köln. Bis 1804 gab es dort noch ein Frauenkloster. Heute erinnert nur die Odacker Kapelle an die ehemalige Siedlung. |      |
| B III 02 | Wallanlage                                                        | Hirschberg Alter Niederbergheimer Weg (?)                                                           | 29.11.1989       | |      |
| B IV 01  | Wallburg Loermund                                                 | Sichtigvor Loermund Standort                                                                        | 29.11.1989       | |      |
| B IV 02  | Einzelner Grabhügel                                               | Sichtigvor                                                                                          | 29.11.1989       | |      |
| B IV 03  | 2 Grabhügel                                                       | Sichtigvor Warsteiner Weg (Dornai) Standort                                                         | 29.11.1989       | Vorrömische Grabhügel am Gipfel des Berges Ochsenrücken im Arnsberger Wald. Sie wurden nie genauer untersucht. So ist es unklar, ob es sich um jungsteinzeitliche oder um bronzezeitliche Grabhügel handelt. |      |
| B V 01   | Einzelner Grabhügel                                               | Suttrop Nähe Vogelstange                                                                            | 29.11.1989       | |      |
| B VI 01  | Einzelner Grabhügel                                               | Warstein Hamorsbruch                                                                                | 29.11.1989       | |      |
| B VI 02  | Bilsteinhöhlen                                                    | Warstein Bilsteinhöhlen Standort                                                                    | 29.11.1989       | Tropfsteinhöhle im Naturpark Arnsberger Wald. In der Bilsteinhöhle wurden sowohl paläontologische wie auch vorgeschichtliche Funde gemacht. Die Knochenfunde stammen im Wesentlichen aus der Weichsel-Kaltzeit, nachgewiesen wurden vor allem Höhlenbär, Höhlenlöwe, Höhlenhyäne und Rentier. Aus den verschiedenen menschlichen Besiedlungsphasen stammen eine mittelsteinzeitliche Jägerstation, ein Kupferdolch der Glockenbecherkultur (etwa 2300 vor Christus), ein Zylinderhalsgefäß der Urnenfelderkultur (etwa 800 vor Christus) und zahlreiche Funde aus der vorrömischen Eisenzeit (etwa 500 vor Christus), darunter Keramik, Schmuck und menschliche Knochen.                                                                                               |      |
| B VI 03  | Liethöhle                                                         | Warstein Liethöhle, Rangetriftweg Standort                                                          | 29.11.1989       | Tropfsteinhöhle in Warstein . Sie steht unter Naturschutz und ist für die Öffentlichkeit nicht zugänglich. |      |
| B VI 04  | Löschwasservorratsbehälter im Bereich der Hoch- und Dieplohstraße | Warstein Hoch- und Dieplohstraße Standort                                                           | 03.07.1991       | Löschwasservorratsbehälter im Stadtberg. Nach dem großen Stadtbrand 1802 wurden die unterirdischen Zisternen 1885 auf Initiative der Freiwilligen Feuerwehr an. Befüllt werden sie durch Karstquellen. |      |
| B VI 05  | Zehnthof                                                          | Warstein Stadtberg, Am Zehnthof 9 Standort                                                          | 09.11.1998       | Am Zehnthof befand sich die Burg des Erzbischofs von Köln. Sie wurde 1254 zerstört. Später residierten dort Benediktiner des Klosters Grafschaft, dem Warstein seit 1072 zehntpflichtig war. Das heutige Gebäude stammt aus dem 17. Jahrhundert. Es überstand den Brand von 1802 und ist eines der ältesten Gebäude auf dem Stadtberg. |      |
| B VI 06  | Stadtbefestigung mit 3 Toren                                      | Warstein Stadtberg Standort                                                                         | 09.11.1998       | Stadtbefestigung mit 3 Toren Stadtberg „Altstadt Warstein“ mit der Alten Kirche und dem Zehnthof. Die damalige Stadt wurde im 13. Jahrhundert auf einem Berg errichtet, um sich gegen den Grafen von Arnsberg und die Bischöfe von Paderborn zu verteidigen. Umgeben war sie von einer Stadtmauer mit drei Toren. Allerdings war der Platz auf dem Berg beschränkt und er wurde sehr eng bebaut. Regelmäßig fiel die Stadt Bränden zum Opfer. Nach dem Brand von 1802 verlegte man Warstein 600 Meter weiter ins Tal, um weitere Großbrände zu verhindern. Erst im 19. Jahrhundert wurde auf dem Stadtberg wieder besiedelt. Der Kohlmarkt markiert mit seinem historischen Heiligenhäuschen den Platz vor dem oberen Stadttor der mittelalterlichen Stadtbefestigung. |      |
| B VI 07  | Kirchengelände St. Pankratius                                     | Warstein Kirchengelände Dieplohstraße 7 Standort                                                    | 04.08.1998       | Grundstück der Stadtkirche St. Pankratius |      |
| B VI 08  | Ältere städtische Besiedlung                                      | Warstein Ältere städtische Besiedlung                                                               | 04.08.1998       | |      |
| B VI 09  | Altenwarstein                                                     | Warstein Altenwarstein, Marienweg Standort                                                          | 04.08.1998       | Vor der Gründung der befestigten Stadt auf dem Stadtberg lag Warstein weiter südlich am Ortsausgang im heutigen Stadtteil Altenwarstein. Dort wurde auch die erste Kirche Warsteins und eine Burg errichtet. Beide Gebäude existieren heute nicht mehr. Die kleine Kapelle in Altenwarstein ist der Nachfolgebau der ehemaligen Kirche und entstand noch, bevor Warstein auf den Stadtberg verlegt wurde. Lange Zeit war sie das Ziel von zwei Prozessionen. Ihr heutiges Aussehen erhielt sie nach einer umfangreichen Sanierung im Jahre 1850. |      |
| B VI 10  | Altenwarstein                                                     | Warstein Altenwarstein, Marienweg Standort                                                          | 04.08.1998       | Kapelle und Friedhof Alt Warstein. Hier entstand das erste nachgewiesene Kirchengebäude in Warsteiner Raum. Sie wurde 1237 erstmals urkundlich erwähnt. Da auf dem Stadtberg die Begräbnisplätze eng wurden, bestattete man die Toten auf dem Friedhof an der Kapelle Altenwarstein. |      |
| B VI 11  | Hohlwege Alter Rüthener Weg                                       | Warstein Alter Rüthener Weg (Nähe Rüllweg) Standort                                                 | 04.08.1998       | Den „Alten Rüthener Weg“ sucht man heute in Warstein vergeblich. Der Name stammt noch aus der Zeit, als die Altenwarsteiner trotz eigener Kirche an bestimmten Feiertagen zur 10 km entfernten Mutterkirche St. Gervasius und St. Protasiusnach nach Altenrüthen pilgern mussten. Aus dieser Zeit stammt womöglich auch der volkstümliche Brauch des „Stoht-op-Singens“. Am Ostersonntag, noch vor Morgengrauen, weckte die Dorfjugend die Bewohner mit Gesängen um sie zum Kirchgang aufzufordern. Der Brauch des Osterweckens hat sich jedenfalls bis heute erhalten. Der einstige Prozessionsweg nach Altenrüthen ist heute Teil des Rüllwegs. |      |
| B VI 12  | Ort der Endphasen-Kriegsverbrechen im Langenbachtal               | Warstein Langenbachtal, ehm. Friedhofsareal „Melkeplätzchen“, westlich Warsteiner Brauerei Standort | 26.06.2020       | Kurz vor Ende des 2. Weltkrieges wurden an drei Stellen im Arnsberger Wald 208 russische und polnische Zwangsarbeiter von Angehörigen der Waffen-SS und der Wehrmacht hingerichtet. Auf Veranlassung der damaligen Sowjetunion wurde 1945 im Langenbachtal auf dem Russischen Friedhof eine 3 m hohe Gedenksäule errichtet, die an den Massenmord erinnert. Bei Umbettung der Toten 1964 auf eine Kriegsgräberstätte in Meschede, dem so genannten Franzosenfriedhof, verschwand der Obelisk spurlos. Erst 2018 wurde er im Rahmen von archäologischen Ausgrabungen an den Hinrichtungsstätten wurde er wiederentdeckt. Er lag nur wenige Meter neben dem 1993 errichteten Mahnmal.                                                                                    |      |